# Скандолара-Рипа-д’Ольо
Скандолара-Рипа-д’Ольо (итал. Scandolara Ripa d'Oglio) — коммуна в Италии, располагается в регионе Ломбардия, в провинции Кремона.
Население составляет 636 человек (2008 г.), плотность населения составляет 127 чел./км². Занимает площадь 5 км². Почтовый индекс — 26047. Телефонный код — 0372.
В коммуне имеется приходской храм святого архангела Михаила

## Демография
Динамика населения:

## Администрация коммуны
- Официальный сайт: